# Pascan Aviation
Pascan Aviation — регіональна авіакомпанія Канади зі штаб-квартирою в Сент-Хуберт (провінція Квебек), виконує регулярні пасажирські перевезення у 12 пунктах призначення у Квебеку, в один аеропорт Лабрадора і один порт провінції Онтаріо, а також працює на ринку чартерних пасажирських авіаперевезень всіх трьох провінцією.
Портом приписки авіакомпанії і її головним транзитним вузлом (хабом) є Аеропорт Монреаль/Сент-Хуберт, в якому компанія має власний сервісний центр (FBO) з обслуговування повітряних суден і сервісного обслуговування пасажирів.

## Історія
Авіакомпанія Pascan Aviation була створена в 1999 році бізнесменом Сержом Шароном і з моменту свого утворення позиціонує себе в ролі незалежного регіонального авіаперевізника провінції Квебек.

## Пункти призначення
У березні 2009 року авіакомпанія Pascan Aviation виконувала регулярні пасажирські рейси за наступними пунктами призначення:

### Онтаріо
- Торонто — Міжнародний аеропорт Торонто Пірсон

### Лабрадор
- Вабуш — Аеропорт Вабуш

### Квебек
- Ла-Бе — Аеропорт Баготвілл
- Бе-Комо — Аеропорт Бе-Комо
- Бонавентура — Аеропорт Бонавентура
- Гатіно — Адміністративний аеропорт Гатіно/Оттава
- Іль-де-ла-Мадлен — Аеропорт Іль-де-ла-Мадлен
- Мон-Жолі — Аеропорт Мон-Жолі
- Квебек — Міжнародний аеропорт Квебек-сіті імені Жана Лесажа
- Руїн-Норанда — Аеропорт Руїн-Норанда
- Сент-Хуберт — Аеропорт Монреаль/Сент-Хуберт
- Сет-Іль — Аеропорт Сет-Іль
- Вал-Дьор — Аеропорт Вал-Дьор
- Вабуш — Аеропорт Вабуш

## Флот
Станом на жовтень 2009 року повітряний флот Pascan Aviation: